# Head Above Water (bài hát)
"Head Above Water" là một bài hát của nghệ sĩ thu âm người Canada Avril Lavigne nằm trong album phòng thu thứ sáu cùng tên của cô (2019). Nó được phát hành vào ngày 19 tháng 9 năm 2018 như là đĩa đơn đầu tiên trích từ album bởi BMG Rights Management. Bài hát được đồng viết lời bởi Lavigne, Travis Clark và nhà sản xuất của nó Stephan Moccio, đồng thời đánh dấu đĩa đơn đầu tiên của cô sau ba năm kể từ "Fly".

## Bối cảnh
—Lavigne đề cập đến việc phát hành "Head Above Water" như là đĩa đơn chủ đạo.
Sau hơn một năm kể từ đĩa đơn cuối cùng của album phòng thu trước mang chính tên cô (2013), Lavigne thông báo trên tài khoản Instagram cá nhân vào ngày 25 tháng 12 năm 2016 rằng cô đang làm việc cho album phòng thu thứ sáu sắp phát hành của mình.  Vào ngày 18 tháng 8 năm 2018, Lavigne xác nhận trên Instagram về việc cô sẽ phát hành sản phẩm âm nhạc mới vào tháng 9, và bắt đầu tiết lộ những thông tin về đĩa đơn trong những ngày tiếp theo thông qua những hình ảnh từ quá trình thực hiện video ca nhạc.
Vào ngày 1 tháng 9, Lavigne chia sẻ hình ảnh cô đang dưới nước trên những tài khoản mạng xã hội của mình, trước khi đăng tải một bức thư dài gửi người hâm mộ vào ngày 6 tháng 9 trên trang web của cô về cuộc đấu tranh của nữ ca sĩ với căn bệnh Lyme trong vài năm qua và cách cô vượt qua nó, cũng như xác nhận tiêu đề của đĩa đơn "Head Above Water" và ngày phát hành chính thức của bài hát. Cô viết trong lá thư về "Head Above Water": "Tôi đã chấp nhận cái chết và cảm nhận cơ thể đang dần cạn kiệt. Tôi cảm thấy như tôi đang chết đuối. Giống như tôi đang ở dưới nước và tôi cần trồi lên để tìm không khí. Giống như tôi đang bị cuốn vào dòng chảy của một dòng sông. Không thể thở được. Tôi đã cầu nguyện với Chúa để Ngài giúp tôi giữ đầu mình trên mặt nước. Để giúp tôi nhìn xuyên qua thời tiết mưa bão."
Lavigne đã chia sẻ một đoạn ngắn dài 30 giây của bài hát vào ngày 13 tháng 9 năm 2018.

## Trình diễn trực tiếp
Màn trình diễn trực tiếp đầu tiên của "Head Above Water" đã được ghi hình cho Jimmy Kimmel Live! vào ngày 12 tháng 9 năm 2018 và được phát sóng trên truyền hình vào ngày 26 tháng 9 năm 2018. Vào ngày 15 tháng 10, Lavigne đã phát hành một màn trình diễn trực tiếp bài hát trên kênh YouTube của cô, dưới sự hợp tác giữa iHeart Radio và Honda. Vào ngày 19 tháng 11, cô trình diễn nó trên Dancing With The Stars trong một màn nhảy tự do của Alexis & Alan. Vào ngày 13 tháng 2 năm 2019, nữ ca sĩ đã biểu diễn "Head Above Water" trong chương trình The Tonight Show Starring Jimmy Fallon, trước khi tiếp tục trình diễn bài hát trên Good Morning America hai ngày sau đó.

## Video ca nhạc
Video ca nhạc cho "Head Above Water" được đạo diễn bởi Elliott Lester, và được ghi hình từ ngày 22 đến 23 tháng 8 năm 2018. Được ghi hình tại Vík í Mýrdal ở Iceland, video ca nhạc được phát hành vào ngày 27 tháng 9 năm 2018 để trùng với sinh nhật lần thứ 34 của Lavigne. Nó được kết thúc với phần thông điệp liên quan đến tổ chức mang chính tên của nữ ca sĩ, được tạo ra nhằm hỗ trợ phòng ngừa, điều trị và nghiên cứu bệnh Lyme.

## Xếp hạng
| Bảng xếp hạng (2018-19)                         | Vị trí cao nhất |
| ----------------------------------------------- | --------------- |
| Úc (ARIA)                                       | 75              |
| Áo (Ö3 Austria Top 40)                          | 30              |
| Bỉ (Ultratip Flanders)                          | 35              |
| Bỉ (Ultratip Wallonia)                          | 35              |
| Canada (Canadian Hot 100)                       | 37              |
| Canada AC (Billboard)                           | 5               |
| Canada CHR/Top 40 (Billboard)                   | 39              |
| Canada Hot AC (Billboard)                       | 10              |
| Croatia (HRT)                                   | 82              |
| Cộng hòa Séc (Rádio Top 100)                    | 41              |
| Cộng hòa Séc (Singles Digitál Top 100)          | 93              |
| Châu Âu Nhạc số (Billboard)                     | 13              |
| Pháp (SNEP)                                     | 58              |
| Trường songid là BẮT BUỘC CHO BẢNG XẾP HẠNG ĐỨC | 69              |
| Hy Lạp Nhạc số (IFPI Greece)                    | 95              |
| Hungary (Single Top 40)                         | 5               |
| Ireland (IRMA)                                  | 93              |
| Ý (FIMI)                                        | 97              |
| Nhật Bản (Japan Hot 100)                        | 42              |
| Nhật Bản Hot Overseas (Billboard)               | 2               |
| Lebanon (Lebanese Top 20)                       | 16              |
| Malaysia (RIM)                                  | 14              |
| New Zealand Hot Singles (RMNZ)                  | 21              |
| Scotland (OCC)                                  | 21              |
| Singapore (RIAS)                                | 12              |
| Slovakia (Singles Digitál Top 100)              | 94              |
| Tây Ban Nha Đĩa cứng/Nhạc số (PROMUSICAE)       | 28              |
| Thụy Sĩ (Schweizer Hitparade)                   | 36              |
| Anh Quốc (OCC)                                  | 84              |
| Anh Quốc Download (OCC)                         | 23              |
| Anh Quốc Indie (OCC)                            | 16              |
| Hoa Kỳ Billboard Hot 100                        | 64              |
| Hoa Kỳ Adult Pop Airplay (Billboard)            | 24              |

| Bảng xếp hạng (2018)           | Vị trí |
| ------------------------------ | ------ |
| US Christian Songs (Billboard) | 18     |

## Lịch sử phát hành
| Quốc gia | Ngày             | Định dạng                    | Hãng đĩa | Nguồn  |
| -------- | ---------------- | ---------------------------- | -------- | ------ |
| Nhiều    | 19 tháng 9, 2018 | Tải kĩ thuật số streaming    | BMG      | [ 1 ]  |
| Ý        | 21 tháng 9, 2018 | Contemporary hit radio       | BMG      | [ 47 ] |
| Hoa Kỳ   | 8 tháng 10, 2018 | Hot adult contemporary radio | BMG      | [ 48 ] |
| Hoa Kỳ   | 8 tháng 10, 2018 | Christian radio              | BMG      | [ 49 ] |